# Pritzerber See
Der Pritzerber See ist ein See inmitten des Stadtgebietes Havelsee. Er gehört zum Flusssystem der Havel.

## Beschreibung
Der Pritzerber See hat eine Fläche von circa 190 Hektar und eine Tiefe von maximal 6 Meter. Er entwässert nach Westen zur Havel. Er ist ein eutrophes beziehungsweise schwach polytrophes stehendes Gewässer mit sehr flachen und vor allem im Süden vermoorten Ufern. Der südliche Bereich zwischen den Ortsteilen Fohrde und Hohenferchesar ist entsprechend vollständig verlandet. Am nordwestlichen Ufer liegt die ehemalige Stadt Pritzerbe, nach der der See benannt wurde. Ebenso wie an der Havel sind auch am Pritzerber See ausgedehnte Uferbereiche zwei- beziehungsweise zehnjährige Überschwemmungsflächen und stehen regelmäßig unter Wasser. Im Westen ist der See durch einen Damm mit zwei Brücken, einer Eisenbahnbrücke der Bahnstrecke Brandenburg–Rathenow und die Straßenbrücke der Bundesstraße 102 zwischen Pritzerbe und Fohrde führen, eingeengt. Einzige Zuflüsse sind künstlich angelegte Gräben. Der Rote Graben mündet im Nordosten in den See ein und führt Wasser aus Feuchtgebieten und kleineren Seen, beispielsweise dem Weißen See und dem Weißen Fenn Marzahne zu. Weitere Gräben münden bei Hohenferchesar und im Süden, aus den Bruchwiesen kommend ein. Am beziehungsweise im Pritzerber See wurden mehrere mittelsteinzeitliche Artefakte beispielsweise aus Geweih und Harpunen und Fischspieße gefunden. Eine Vielzahl der Exponate befindet sich heute in einer Dauerausstellung im Kreismuseum Jerichower Land in Genthin.
Als ehemalige Reichswasserstraße wurde der Pritzerber See nicht Bundeswasserstraße, da er am 1. Oktober 1989 von den Wasserwirtschaftsbehörden der DDR verwaltet und bis zum 25. Dezember 1993 nicht von der Wasserstraßen- und Schifffahrtsverwaltung des Bundes übernommen wurde, weswegen eine Rückübertragung ausgeschlossen ist. Da er somit als sonstiges, mit den Wasserstraßen verbundenes Gewässer formal kein schiffbares Gewässer ist, ist der Pritzerber See aus Gründen des Naturschutzes für das Befahren mit Motorbooten gesperrt.

## Morphologie
Der Pritzerber See entstand nach der letzten, der Weichselkaltzeit. Von Nordosten aus Skandinavien drangen Eismassen nach Mitteleuropa vor. Der See bildete sich in einem Rinnenbecken, dem Pritzerber Gletscherzungenbecken. Die sich im Gletscherzungenbecken gebildete Rinnenbeckenreihe, lässt sich nach Nordwesten weiter verfolgen. So ist beispielsweise das Weiße Fenn Marzahne ebenfalls dieser Rinne zuzurechnen. Von Süden, vom Plauer See bis zum Pritzerber See wird sie von der Havel als Flussbett genutzt. Sie verläuft parallel zur Beetzseerinne und zur Bohnenlandrinne des Gördensees und Bohnenländer Sees im südlichen Anschluss an das Marzahner Gletscherzungenbecken. Nordöstlich queren Dünenzüge die Rinne im Bereich der Marzahner Heide und der Ketzürer Heide, sodass sie sich bis zum Havelländischen Luch mehr und mehr verliert.

## Schutzgebiete
Der Pritzerber See liegt in mehreren nationalen und europäischen Schutzgebieten. Dies sind das Naturschutzgebiet Untere Havel Süd, das Landschaftsschutzgebiet Westhavelland, der Naturpark Westhavelland, das FFH-Gebiet (Flora-Fauna-Habitat) Niederung der Unteren Havel/Gülper See und das SPA-Gebiet (europäisches Vogelschutzgebiet) Niederung der Unteren Havel.

## Galerie

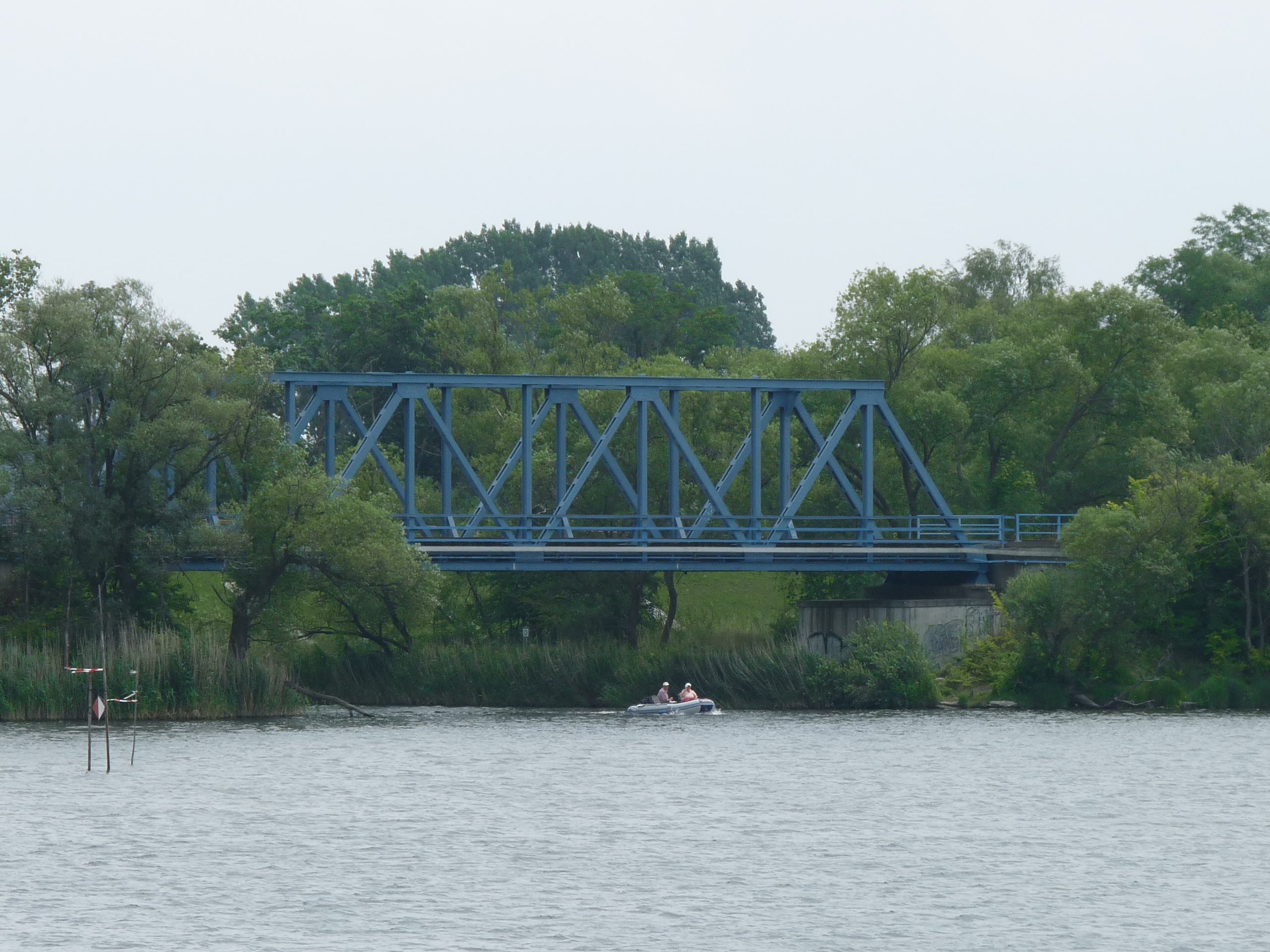
Eisenbahnbrücke Pritzerber See von der Havel aus gesehen
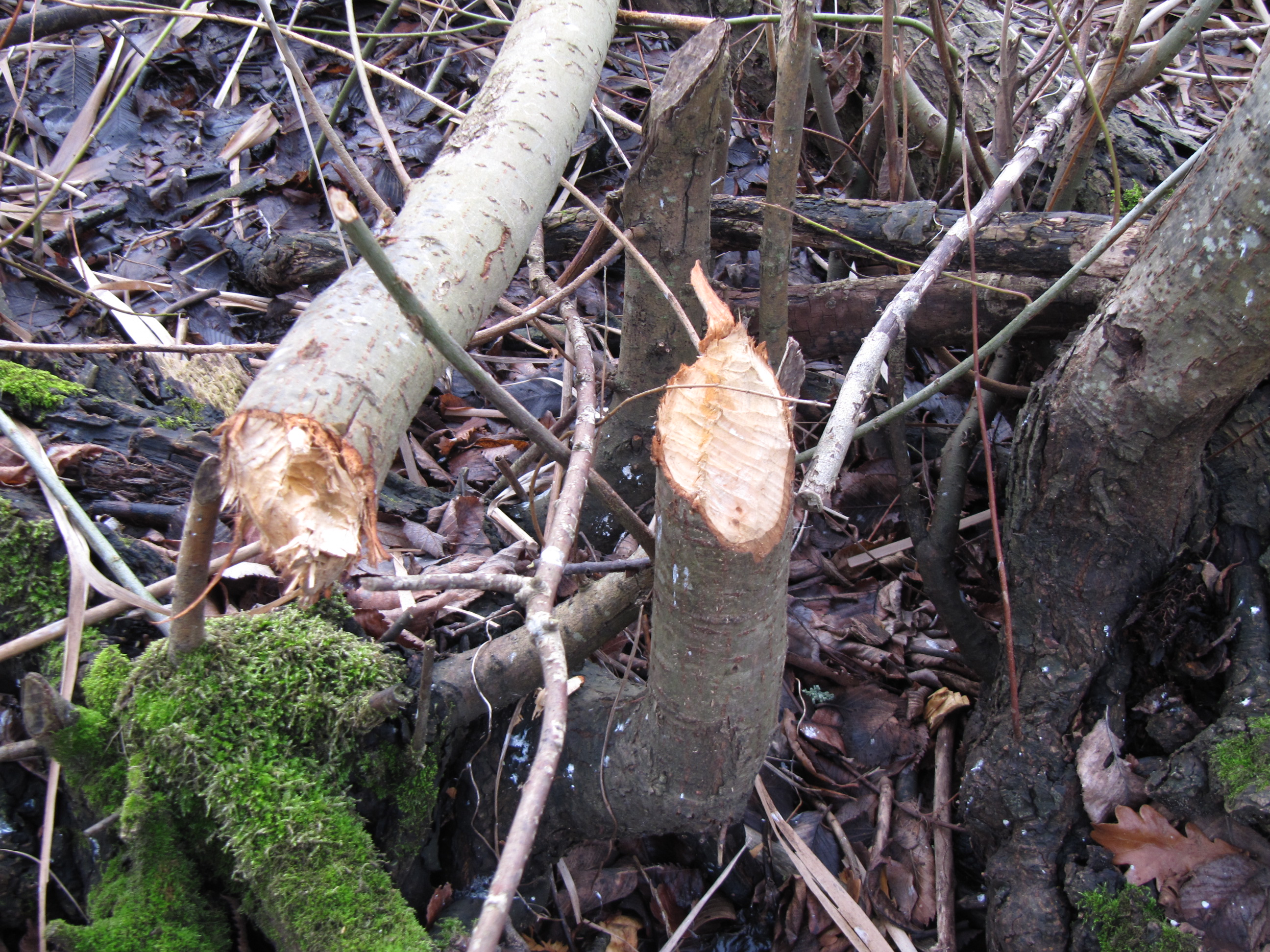
Biberbissspuren an der Mündung des Roten Grabens in den See
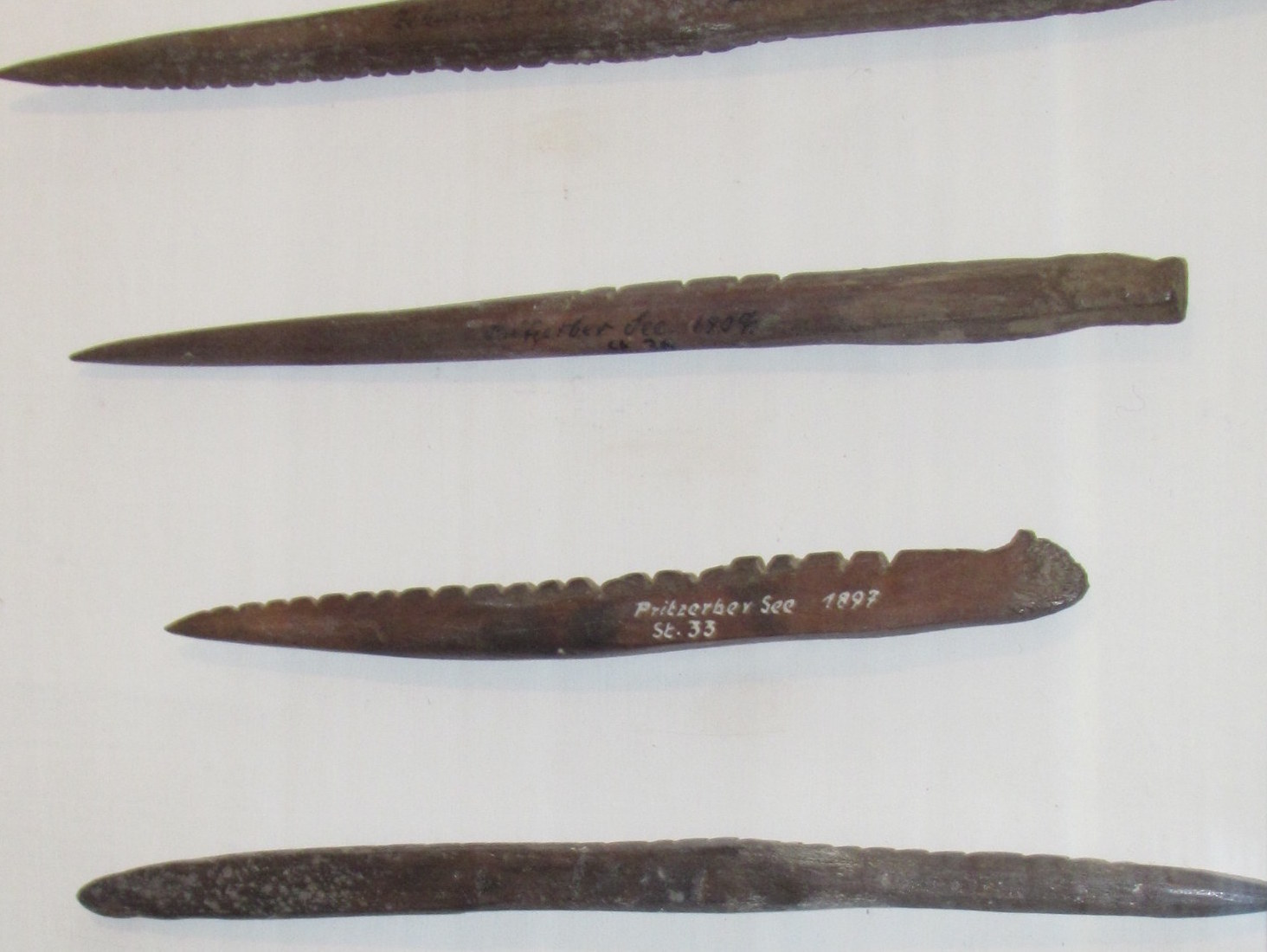
Mesolithische Fischspieße vom Pritzerber See